# 21 Guns Live EP
21 Guns Live EP est un EP live numérique du groupe de punk rock californien Green Day, enregistré le 25 juillet 2009 à Albany, dans l'État de New York.

## Liste des chansons
1. 21 Guns - 5:45
2. Welcome to Paradise - 3:45
3. Brain Stew / Jaded - 5:34
4. F.O.D. - 2:50